# 河内山一夫
河内山 一夫（かわちやま かずお、1936年8月3日 - 1975年8月19日）は、大阪府堺市出身で立浪部屋に所属した元大相撲力士。本名は植田 一夫（うえた かずお）。179cm、118kg。最高位は西十両7枚目。得意手は左四つ、吊り。

## 経歴
1954年5月場所で初土俵、1961年9月場所では西幕下3枚目の地位で6勝1敗と好成績を残し、十両昇進が濃厚と思われたが、十両からの陥落者が少なかったため、翌11月場所では西幕下筆頭に据え置かれる不運に遭った。その場所では2勝5敗と負け越し十両昇進はならなかった。それでも腐らず精進し1963年7月場所にて十両昇進。十両には11場所連続で在位したが、右膝を負傷してからは不振が続き、幕下へ陥落の後、1965年7月場所限りで廃業した。
1964年11月場所、初日に勝ってから交互に勝ち負けを繰り返し、8勝7敗で場所を終えるヌケヌケと呼ばれる星取を達成したことでも知られている。1975年8月、39歳という若さで亡くなった。

## 主な成績
- 通算成績：267勝266敗7休 勝率.501
- 十両成績：72勝91敗2休 勝率.442
- 現役在位：61場所
- 十両在位：11場所

### 場所別成績
| | 一月場所 初場所（東京） | 三月場所 春場所（大阪） | 五月場所 夏場所（東京） | 七月場所 名古屋場所（愛知） | 九月場所 秋場所（東京） | 十一月場所 九州場所（福岡） |
| --- | ----------------------- | ----------------------- | ----------------------- | --------------------------- | ----------------------- | --------------------------- |
| 1954年 （昭和29年） | x                       | x                       | 新序 1–2                | x                           | 西序ノ口2枚目 5–3       | x                           |
| 1955年 （昭和30年） | 西序二段46枚目 5–3      | 西序二段2枚目 4–4       | 西三段目81枚目 5–3      | x                           | 東三段目57枚目 5–3      | x                           |
| 1956年 （昭和31年） | 西三段目36枚目 2–6      | 西三段目44枚目 3–5      | 東三段目51枚目 4–4      | x                           | 東三段目49枚目 6–2      | x                           |
| 1957年 （昭和32年） | 西三段目25枚目 2–6      | 西三段目37枚目 6–2      | 東三段目7枚目 6–2       | x                           | 西幕下64枚目 5–3        | 東幕下54枚目 5–3            |
| 1958年 （昭和33年） | 西幕下48枚目 6–2        | 西幕下33枚目 5–3        | 西幕下29枚目 4–4        | 西幕下25枚目 4–4            | 西幕下24枚目 6–2        | 西幕下13枚目 5–3            |
| 1959年 （昭和34年） | 西幕下8枚目 2–6         | 西幕下14枚目 3–5        | 東幕下19枚目 3–5        | 西幕下23枚目 5–3            | 東幕下20枚目 5–3        | 西幕下14枚目 3–5            |
| 1960年 （昭和35年） | 西幕下24枚目 5–3        | 東幕下18枚目 4–4        | 東幕下17枚目 6–2        | 東幕下6枚目 4–3             | 西幕下4枚目 2–5         | 東幕下10枚目 1–6            |
| 1961年 （昭和36年） | 東幕下22枚目 4–3        | 東幕下17枚目 4–3        | 西幕下12枚目 6–1        | 西幕下3枚目 4–3             | 西幕下3枚目 6–1         | 西幕下筆頭 2–5              |
| 1962年 （昭和37年） | 西幕下7枚目 4–3         | 東幕下4枚目 3–4         | 西幕下5枚目 3–4         | 東幕下6枚目 3–4             | 東幕下7枚目 2–5         | 東幕下12枚目 4–3            |
| 1963年 （昭和38年） | 西幕下9枚目 4–3         | 東幕下6枚目 4–3         | 西幕下2枚目 4–3         | 西十両18枚目 8–7            | 西十両16枚目 10–5       | 西十両7枚目 5–10            |
| 1964年 （昭和39年） | 東十両13枚目 8–7        | 東十両7枚目 6–9         | 西十両9枚目 6–9         | 東十両13枚目 6–9            | 西十両17枚目 8–7        | 西十両12枚目 8–7            |
| 1965年 （昭和40年） | 西十両9枚目 5–10        | 西十両13枚目 2–11–2     | 西幕下2枚目 1–6         | 東幕下15枚目 引退 0–2–5     | x                       | x                           |
| 各欄の数字は、「勝ち-負け-休場」を示す。 優勝 引退 休場 十両 幕下 三賞：敢=敢闘賞、殊=殊勲賞、技=技能賞 その他：★=金星 番付階級：幕内 - 十両 - 幕下 - 三段目 - 序二段 - 序ノ口 幕内序列：横綱 - 大関 - 関脇 - 小結 - 前頭（「#数字」は各位内の序列） |                         |                         |                         |                             |                         |                             |

## 改名歴
- 西ノ川（にしのかわ）1954年5月場所 - 1961年1月場所
- 植田 一夫（うえた かずお）1961年3月場所 - 1962年5月場所
- 河内山 一夫（かわちやま かずお）1962年7月場所 - 1965年7月場所